# Saint-Paul-en-Jarez
Saint-Paul-en-Jarez település Franciaországban, Loire megyében. Lakosainak száma 4758 fő (2022. január 1.). Saint-Paul-en-Jarez Farnay, La Grand-Croix, L’Horme, Lorette, Pélussin, Saint-Chamond, Sainte-Croix-en-Jarez és La Terrasse-sur-Dorlay községekkel határos.

## Népesség
A település népessége az elmúlt években az alábbi módon változott:
| Lakosok száma | 2600 | 3819 | 4179 | 3992 | 4486 | 4754 | 4844 | 4817 | 4793 | 4758 |
|               | 1968 | 1982 | 1990 | 2006 | 2013 | 2015 | 2017 | 2019 | 2020 | 2022 |